# Hausa
Hausa är ett tchadspråk med 24 988 000 talare, varav 18,5 miljoner i Nigeria (1991), 800 000 i Benin (2006), 5 460 000 i Niger, 80 000 i Sudan, 23 500 i Kamerun (1982), 500 i Burkina Faso (1991) samt en del i Ghana. Hausa är ett subjekt–verb–objekt-språk, samt ett tonspråk.
Det finns radioprogram och TV på hausa. Bibeln har översatts till hausa.

## Fonologi
Hausa har 32 konsonanter, 5 vokaler och 2 diftonger.